# Хоэнфельде (Штайнбург)
Хоэнфельде (нем. Hohenfelde) — община в Германии, в земле Шлезвиг-Гольштейн.
Входит в состав района Штайнбург. Подчиняется управлению Хорст. Население составляет 897 человек (на 31 декабря 2010 года). Занимает площадь 17,94 км².